# The Index
The Index est un gratte-ciel situé à Dubaï.
Ce building contient 25 étages de bureaux et 47 étages d'appartements pour une hauteur totale de 328 mètres.